# Sun Wentao
Pour les articles homonymes, voir Sun.
Dans ce nom chinois, le nom de famille, Sun, précède le nom personnel.
Sun Wentao, né le 17 décembre 2000,, est un coureur cycliste chinois. Il participe à des compétitions sur route et sur piste. 

## Biographie
En 2022, Sun Wentao l'équipe continentale Li Ning Star. Durant cette saison, il finit notamment cinquième du championnat de Chine sur route. Il participe également au Tour du lac Qinghai, où il se classe onzième  de la première étape. 
Lors de la saison 2023, il termine deuxième de la poursuite par équipes aux Jeux asiatiques et aux championnats d'Asie, avec la délégation chinoise.

## Palmarès sur piste

### Jeux asiatiques
- Hangzhou 2023
  -  Médaillé d'argent de la poursuite par équipes

### Championnats d'Asie
- Nilai 2023
  -  Médaillé d'argent de la poursuite par équipes

## Palmarès sur route
- 2018
  - 2e du championnat de Chine du contre-la-montre juniors